# Barisey-au-Plain
 Barisey-au-Plain  là một xã của tỉnh Meurthe-et-Moselle, thuộc vùng Grand Est, đông bắc nước Pháp. Xã này nằm ở khu vực có độ cao trung bình 279 mét trên mực nước biển.